# Göğebakan
Göğebakan (türkisch für Himmelsgucker) (kurd. Kapuzan) ist ein Dorf im Landkreis Diyadin der türkischen Provinz Ağrı mit 10 Einwohnern (Stand: Ende 2024). Es liegt auf 1.950 m über NN, ca. 3 km südlich der Kreishauptstadt und hatte 2009 insgesamt 26 Einwohner. Der Name Kapuzan ist der ursprüngliche Name. Dieser ist als solcher auch im Grundbuch verzeichnet.